# Urutaí
Urutaí is een gemeente in de Braziliaanse deelstaat Goiás. De gemeente telt 2.720 inwoners (schatting 2009).